# Улица 50 лет ВЛКСМ (Подольск)
Улица 50 лет ВЛКСМ — улица, проходящая через Ивановский и Межшоссейный районы города Подольска. Улица носит название в честь 50-летнего юбилея Всесоюзного ленинского коммунистического союза молодежи (сокращенно Комсомол).

## Описание
Улица 50 лет ВЛКСМ берет свое начало от Большой Серпуховской улицы, далее уходит в западном, а позднее в северо-западном направлении. Заканчивается улица на пересечении с Госпитальной улицей.
Нумерация домов ведётся со стороны Большой Серпуховской улицы.
Улица 50 лет ВЛКСМ пересекает улицу Свердлова и улицу Кирова. Слева по ходу движения от начала улицы примыкает Госпитальная улица.
Улица 50 лет ВЛКСМ является улицей с двухсторонним движением, за исключением участков между улицами Кирова и улицей Свердлова. Эти участки являются пешеходными.
Почтовый индекс улицы 50 лет ВЛКСМ в городе Подольске — 142100, 142104, 142110.

## Примечательные здания и сооружения
- Подольская городская клиническая больница (ПГКБ) (улица Кирова, владение 38, корпус 2)[3]. Свою историю больница ведет с 26 мая 1866 года, когда Подольская уездная больница впервые официально упоминается в газете «Русские ведомости»[4]. Подольская центральная городская больница в марте 2004 годы сменила название и получив клинический статус стала называться Подольской городской клинической больницей.
- Подольский родильный дом (улица Кирова, владение 38, корпус 1)[5].
- Бульвар Юности (участок вдоль улицы 50 лет ВЛКСМ между улицей Кирова и улицей Свердлова)[6][7]. На втором этапе устройства бульвара планируется устройство велодорожек, детских площадок, дополнительного благоустройства, цветников, лавочек, осветительных приборов, а также навигации. Важной составляющей окончательного устройства территории бульвара является фонтан, дополнительные зеленые насаждения и малые архитектурные формы[8]. Также предусматривается продление благоустраиваемой территории по улице 50 лет ВЛКСМ до улицы Большая Серпуховская[9]. Начало выполнения работ второго этапа планируется на 2020 год[10].
- «Одуванчик» — памятник Добру (улица Кирова, владение 38). Памятник открыт в международный день защиты детей — 1 июня 2018 года. «Одуванчик» выполнен по проекту российского скульптора, художника, члена Союза художников МОСХ, общественного деятеля Григория Потоцкого. Подобные скульптуры установлены в 30 странах мира являясь символами доброты и вкладом в борьбу против террора и агрессии. Памятник выполнен из бронзы и песчаника, высота памятника составляет 3 метра[11].
- Памятник великому русскому писателю Льву Николаевичу Толстому (улица Кирова, владение 19). Памятник был открыт 9 октября 2013 года в торжественной обстановке. Монумент изображает образ знаменитого писателя идущим из своего Московского дома в Ясную поляну (Тульская область). Скульптурная композиция выполнена по проекту заслуженного художника России Александра Александровича Рожникова. Идею автора проекта воплотил в жизнь скульптор Михаил Валерьевич Тихомиров. Памятник классику русской литературы выполнен в бронзовом исполнении[12].
- Подольская городская станция скорой медицинской помощи (улица 50 лет ВЛКСМ, дом 17)[13][14].

## Транспорт
По улице осуществляется движение общественного транспорта. Проходит автобусный маршрут № 37 к.